# 小行星9878
小行星9878（英語：9878 Sostero）是一颗围绕太阳公转的小行星。1994年3月17日，Farra d'Isonzo在法拉迪松佐发现了此天体。
这颗小行星的绝对星等为343.8538243059639等。